# Elisabeth Lucie Baeten
Elisabeth Lucie Baeten (Leuven, 30 november 1990) is een Vlaams schrijfster, actrice en scenariste. 

## Leven
Baeten werd geboren als jongste in een gezin van vier, en groeide op in Rotselaar, nabij Leuven, waar ze later ook Taal- en Letterkunde en Culturele Studies studeerde aan de KU Leuven. Ze woont in Antwerpen met haar man en twee kinderen, dochter en een zoon. Ze is de jongere zus van Paul Baeten Gronda.
Ze is geopereerd geweest aan haar baarmoeder en had adenomyose.

## Werk
In 2018 begon Baeten te werken als scenarioschrijver. In datzelfde jaar werd haar comedyreeks geselecteerd voor het Conceptatelier van het VAF. Vanaf 2019 schreef zij mee aan het sketchprogramma Loslopend Wild op één. Ook in 2019 begon zij als wekelijkse columnist bij Knack, wat ze tot 2021 bleef doen. 
In de jaren die daarop volgden werkte Baeten als scenarist voor verschillende productiehuizen, en schreef ze onder andere mee aan de webreeks Match en het tweede seizoen van de comedyreeks Nonkels.
Eind 2022 werd haar sprookjesboek En ze leefden nog gepubliceerd.
In 2023 speelt ze de hoofdrol in De laatste dag. Ze schreef hiervoor ook mee aan het scenario. In datzelfde jaar deed ze ook mee in drie afleveringen van De Slimste Mens ter Wereld. Ook in 2023 oogstte ze succes op Instagram met haar personage "Katrien van Politiek PR", waarin ze zich voordoet als pr-medewerker en fictief telefoneert met politici over hun beleid of recente flaters. In 2024 won ze, mede dankzij dat personage, de Kastaar voor online persoonlijkheid van 2023.
In oktober 2024 verscheen het vervolg op haar sprookjesboek: En ze leefden nog altijd.

## Gezondheid
Baeten is open over chronische pijn en haar diagnose van adenomyose, een vorm van endometriose. In 2024 getuigde ze hierover in Pano.

## Televisie
- Voordat de bom valt (2022) - als zichzelf
- De Laatste Dag (2023) - als Lucie
- De Slimste Mens ter Wereld (2023) - als zichzelf
- The Masked Singer (2024) - als panellid
- Dancing with the Stars (2025) - als zichzelf

## Scenario
- Match (2021)
- De Laatste Dag (2023)
- Nonkels (2024)